# Santa María de Ordás (kommunhuvudort)
Santa María de Ordás är en kommunhuvudort i Spanien.   Den ligger i provinsen Provincia de León och regionen Kastilien och Leon, i den nordvästra delen av landet, 300 km nordväst om huvudstaden Madrid. Santa María de Ordás ligger 950 meter över havet och antalet invånare är 364.
Terrängen runt Santa María de Ordás är kuperad åt nordväst, men åt sydost är den platt. Santa María de Ordás ligger nere i en dal. Runt Santa María de Ordás är det tätbefolkat, med 319 invånare per kvadratkilometer. Närmaste större samhälle är Cuadros, 15,2 km öster om Santa María de Ordás. Omgivningarna runt Santa María de Ordás är i huvudsak ett öppet busklandskap.